# Albertine desaparecida
Albertine desaparecida (Albertine disparue), también conocida como La fugitiva (La Fugitive), es el sexto y penúltimo volumen de la novela En busca del tiempo perdido (À la recherche du temps perdu) de Marcel Proust. Su primera edición fue publicada en 1925, de forma póstuma como también lo fueron La prisionera (La prisonnière, 1925) y El tiempo recobrado (Le temps retrouvé, 1927).

## La obra
Los tres últimos volúmenes de En busca del tiempo perdido no tuvieron la revisión final de Proust. Albertine desaparecida, el más breve de la serie, apareció en 1925 con este título para no ser confundida con La fugitiva, de 1918, el libro de poemas de Rabindranath Tagore. En 1954, en versión autorizada fue publicada en edición francesa como La fugitiva (La fugitive). En 1987, también en versión autorizada (y basada en un manuscrito comprado por la Biblioteca Nacional de Francia), es editada como Albertina desaparecida (Albertine disparue).

En 1987 se encontraron correcciones desconocidas sobre original mecanografiado. En base a estas modificaciones se editó en 1992 con el título Albertine desaparecida (Albertine disparue) en edición de Garnier-Flammarion (Jean Milly).

## Argumento
En Albertine desaparecida, Proust desarrolla, con su minucioso, hondo y elegante estilo, el relato de las angustias, el deseo y, sobre todo, los celos que desata la pérdida de la amante. Sentimientos que sucumben frente al paso del tiempo y caen en el olvido.
Albertine huye de la casa en La prisionera, y en el comienzo de Albertine desaparecida, esa huida es confirmada por una criada.
Enterado, el narrador se hunde en la desesperación y le pide a su amigo Saint-Loup que hable con la señora Bontemps, tía de Albertine, para que la convenza de regresar. Aunque le ofrece costosos regalos, ella no acepta. De todos modos, entre ellos se inicia una relación epistolar que se interrumpe por la muerte de Albertine en un accidente al caer del caballo.
En el siguiente y decisivo capítulo, el narrador se encuentra con Gilberte Swann, su primer amor. Esto le hace pensar que del mismo modo que olvidó a Gilberta así ocurrirá con Albertine. En el final del capítulo el narrador descubre que ya no ama a Albertine y, definitivamente libre de ella, puede irse a un deseado viaje a Venecia.
En el tercer capítulo, el relato continúa con una evocación del viaje a Venecia y el enamoramiento del narrador por la baronesa Putbus.
El cuarto y último capítulo trata sobre el matrimonio de Gilberte Swan y el marqués de Saint-Loup; el vínculo entre las familias Swan, Guermantes y Meséglise. El gran amor que despertaron Gilberte y Albertine ya no existe.